# 矢代梢
矢代 梢（やしろ こずえ、1985年11月30日 - ）は、日本のレースクイーン、タレント。新潟県出身。2015年4月30日までK-point所属、その後の所属先は不明。愛称は「やしこず」。

## 人物・来歴
- デビュー当時はフェイスネットワークに所属していたが、同社が2009年末をもって会社解散したのに伴い、同じフェイス所属だった松本麻実[2]と共にK-pointに移籍した。ちなみにフェイス時代の同僚だった藍川美聖とは今でも仲良しで、自身は藍川のことを「ハニー」と呼んでいる[3]。
- 2009年、スーパー耐久「TEAM 5 ZIGEN レースクイーン」を務める。同年、SUPER GTにて「SUBARU B4レーシングギャル」としてスポット参戦する。
- 2010年から2011年までの2年間、SUPER GT「R&D SPORT SUBARU LEGACY B4 レースクイーン」として活躍。
- 2010年秋、松本麻実、柏木美里、瀬長奈津実と共にユニット『MP4』を結成しiTunes限定で歌手デビューを果たす。
- 趣味はショッピング、音楽鑑賞、ジムに通うこと。特技はマラソン。
- 生け花が得意である。
- 2015年4月30日を以ってK-point退社[4]。先述の通り現在の所属先等は不明。
- 2024年5月現在、すべてのSNSの更新がストップしているため（最後の更新はX（旧Twitter）の2023年6月22日）、消息は不明となっている。

## 出演

### テレビ
- 浜ちゃんが!（読売テレビ・日本テレビ系列） - 「売る」編アシスタント（不定期出演）
- ショーバト!（日本テレビ、2010年5月4日）
- ジャンクSPORTS（フジテレビ、2009年12月13日）
- お願い!ランキング（テレビ朝日、2009年12月9日）ベストカップUSA(Bカップ代表)
- あっ!とシークレットLIVE（あっ!とおどろく放送局、2011年1月22日）
- ゴッドタン 〜The God Tongue 神の舌〜（テレビ東京、2011年2月23日・2012年2月18日）
- 芸能人格付けチェック（2011年1月1日[5]・2012年1月1日[6]・2013年1月1日[7]・2014年1月1日[8]・2015年1月1日[9]、ABC）アシスタント
- プレバト!!（2014年-2015年[10][11]、MBS）アシスタント

### 舞台
- 劇団スカンクシアター「秘蜜。3」（2011年8月24日 - 29日、Geki地下Liberty）

## DVD
- やしこず☆プリーズ（イーネットフロンティア・2010年10月22日発売）